# Mistrzostwa Świata w Lekkoatletyce 1983 – rzut dyskiem kobiet

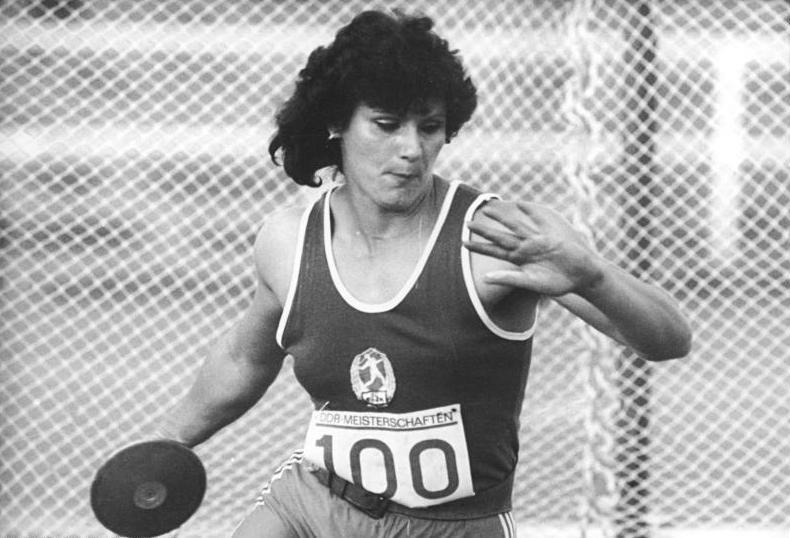
Mistrzyni świata Martina Opitz

Rzut dyskiem kobiet – jedna z konkurencji technicznych rozgrywanych podczas lekkoatletycznych mistrzostw świata w 1983 na Stadionie Olimpijskim w Helsinkach.

## Terminarz
| Data        |              |
| ----------- | ------------ |
| 9 sierpnia  | Kwalifikacje |
| 10 sierpnia | Finał        |

## Rekordy
|               | Zawodniczka      | Wynik | Miejsce   | Data              |
| ------------- | ---------------- | ----- | --------- | ----------------- |
| Rekord świata | Galina Sawinkowa | 73,26 | Leselidze | 22 maja 1983(dts) |

## Wyniki

### Kwalifikacje
Zawodniczki startowały w dwóch grupach. Minimum kwalifikacyjne wynosiło 61,00 m. Do finału awansowały miotaczki, które uzyskały minimum (Q) lub 12 zawodniczek z najlepszymi wynikami (q).
| Pozycja | Grupa | Zawodniczka          | Państwo           | #1    | #2    | #3    | Wynik | Uwagi |
| ------- | ----- | -------------------- | ----------------- | ----- | ----- | ----- | ----- | ----- |
| 1       | A     | Marija Petkowa       | Bułgaria          | 58,28 | 65,84 | –     | 65,84 | Q     |
| 2       | A     | Zdeňka Šilhavá       | Czechosłowacja    | 64,68 | –     | –     | 64,68 | Q     |
| 3       | A     | Martina Opitz        | NRD               | 64,66 | –     | –     | 64,66 | Q     |
| 4       | B     | Gisela Beyer         | NRD               | 64,14 | –     | –     | 64,14 | Q     |
| 5       | A     | Galina Murašova      | ZSRR              | 64,00 | –     | –     | 64,00 | Q     |
| 6       | B     | Galina Sawinkowa     | ZSRR              | 63,58 | –     | –     | 63,58 | Q     |
| 7       | B     | Florența Crăciunescu | Rumunia           | 61,70 | –     | –     | 61,70 | Q     |
| 8       | B     | Cwetanka Christowa   | Bułgaria          | 55,24 | 61,50 | –     | 61,50 | Q     |
| 9       | A     | Swetła Mitkowa       | Bułgaria          | x     | 60,58 | 57,38 | 60,58 | q     |
| 10      | B     | Ria Stalman          | Holandia          | x     | 60,16 | –     | 60,16 | q     |
| 11      | A     | Meg Ritchie          | Wielka Brytania   | 59,28 | x     | 55,92 | 59,28 | q     |
| 12      | A     | Maria Badea          | Rumunia           | 56,60 | x     | 57,82 | 57,82 | q     |
| 13      | B     | Ulla Lundholm        | Finlandia         | 53,30 | 57,64 | x     | 57,64 |       |
| 14      | B     | Carol Cady           | Stany Zjednoczone | x     | 57,34 | x     | 57,34 |       |
| 15      | A     | Anne Paavolainen     | Finlandia         | 50,54 | 50,72 | 54,92 | 54,92 |       |
| 16      | A     | Li Xiaohui           | Chiny             | 52,92 | 51,62 | 54,58 | 54,58 |       |
| 17      | B     | Venissa Head         | Wielka Brytania   | 53,78 | 51,16 | x     | 53,78 |       |
| 18      | B     | Mariette Van Heerden | Zimbabwe          | 44,58 | 45,22 | 44,28 | 45,22 |       |
| 19      | B     | Mereoni Vibose       | Fidżi             | 42,36 | x     | x     | 42,36 |       |
| 20      | A     | Maryline Adam        | Vanuatu           | 33,36 | x     | 31,88 | 33,36 |       |
| –       | B     | Juliet Cain          | Nauru             | x     | x     | x     | NM    |       |

### Finał
| Poz. | Zawodniczka          | Państwo         | #1    | #2    | #3    | #4    | #5    | #6    | Wynik |
| ---- | -------------------- | --------------- | ----- | ----- | ----- | ----- | ----- | ----- | ----- |
| 01 ! | Martina Opitz        | NRD             | x     | 66,42 | 67,76 | 67,22 | 68,74 | 68,94 | 68,94 |
| 02 ! | Galina Murašova      | ZSRR            | x     | 64,82 | 65,98 | 64,80 | x     | 67,44 | 67,44 |
| 03 ! | Marija Petkowa       | Bułgaria        | 62,48 | 66,44 | x     | x     | x     | x     | 66,44 |
| 4.   | Cwetanka Christowa   | Bułgaria        | 65,62 | 65,52 | 63,62 | 62,24 | 63,42 | 62,90 | 65,62 |
| 5.   | Gisela Beyer         | NRD             | x     | 65,06 | 65,00 | x     | 63,84 | 65,26 | 65,26 |
| 6.   | Zdeňka Šilhavá       | Czechosłowacja  | 60,58 | 64,18 | 62,76 | x     | 64,32 | x     | 64,32 |
| 7.   | Ria Stalman          | Holandia        | 61,48 | 63,76 | 62,42 | 59,50 | 63,20 | 62,92 | 63,76 |
| 8.   | Meg Ritchie          | Wielka Brytania | 60,66 | 62,50 | 60,50 | 60,64 | x     | x     | 62,50 |
| 9.   | Florența Crăciunescu | Rumunia         | 55,56 | x     | 62,14 |       |       |       | 62,14 |
| 10.  | Swetła Mitkowa       | Bułgaria        | 56,50 | 62,06 | 57,44 |       |       |       | 62,06 |
| 11.  | Galina Sawinkowa     | ZSRR            | x     | x     | 59,28 |       |       |       | 59,28 |
| 12.  | Maria Badea          | Rumunia         | 52,64 | 57,96 | 58,10 |       |       |       | 58,10 |